# ロナルト・ツェアフェルト
ロナルト・ツェアフェルト（Ronald Zehrfeld、1977年1月15日 - ）はドイツの俳優。

## 略歴
1977年に東ドイツの首都・東ベルリンに生れる。両親はともに東ドイツ国営の航空会社インターフルークに勤めており、父はエンジニア、母はビジネスエコノミストだった。5歳から柔道を始め、東ドイツのジュニアチャンピオンになるなど、オリンピックを目指していたが、東西ドイツ統一後の14歳の時に夢を諦める。
フンボルト大学ベルリンで政治学などを学ぶが、自分探しの旅の途中で演劇の魅力に触れると、演劇学校で演技を学び、舞台で俳優としてのキャリアをスタートさせる。
2005年に映画デビューし、その後はテレビや映画に数多く出演している。
インターネットではファンから「ラッセル・クロウとロバート・パティンソンの理想的な組み合わせ」と評されている。
2015年の映画『アイヒマンを追え! ナチスがもっとも畏れた男』で第66回ドイツ映画賞の助演男優賞を受賞している。

## 主な出演作品

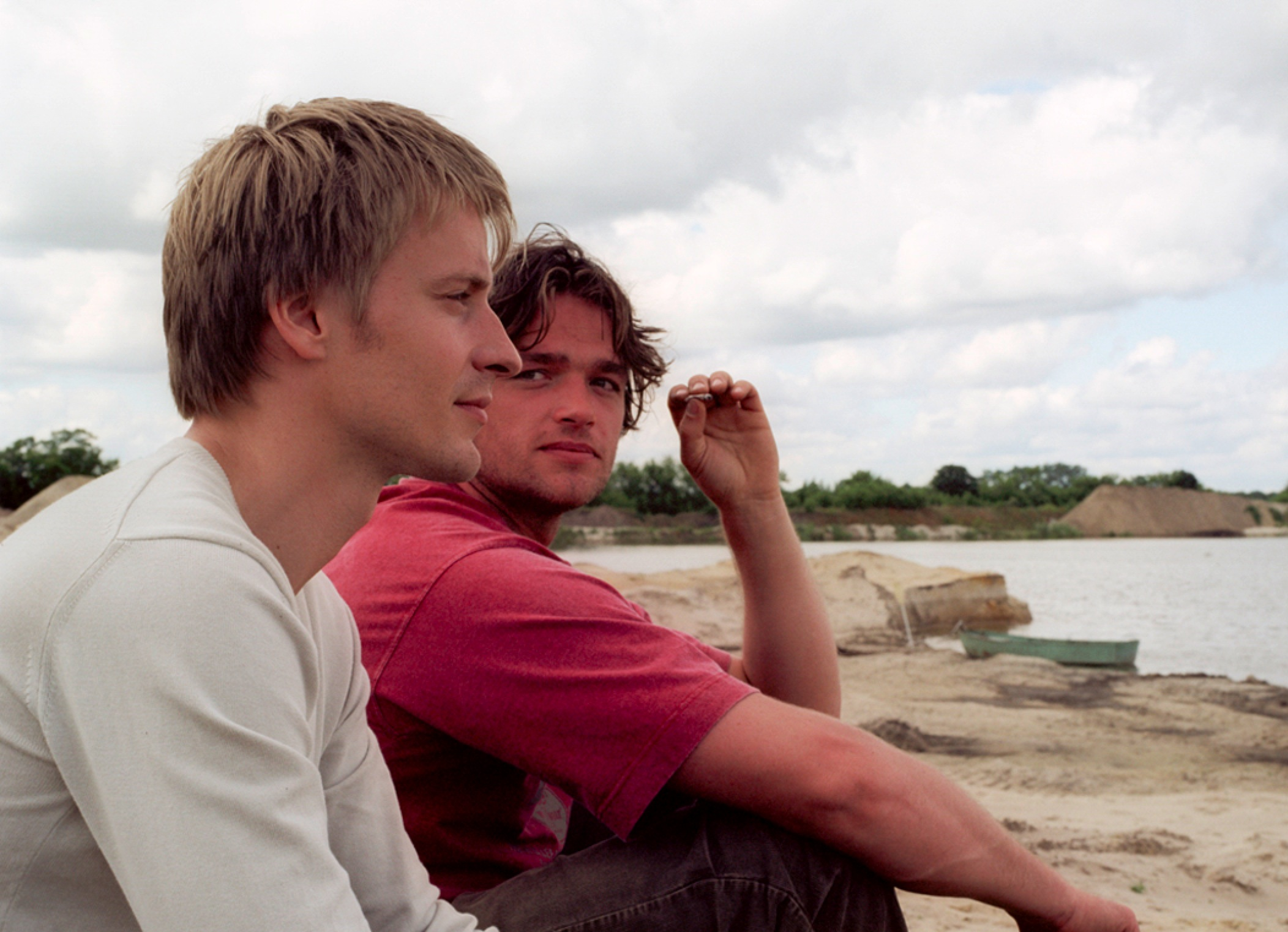
映画『Goldjunge』（2005年）より

### 映画
- パイレーツ・オブ・バルティック 12人の呪われた海賊 12 Meter ohne Kopf (2009)
- 東ベルリンから来た女 Barbara (2012)
- クロッシング・ウォー 決断の瞬間 Zwischen Welten (2014)
- あの日のように抱きしめて Phoenix (2014)
- アイヒマンを追え! ナチスがもっとも畏れた男 Der Staat gegen Fritz Bauer (2015)
- 僕たちは希望という名の列車に乗った Das schweigende Klassenzimmer (2018)
- ブレイム・ゲーム Das Ende der Wahrheit (2019)

### テレビドラマ
- 4ブロックス 4 Blocks (2017) ※第1シーズンの4エピソードに出演
- バビロン・ベルリン シーズン3 Babylon Berlin, 3. Staffel (2020)
- バーバリアンズ -若き野望のさだめ- Barbaren (2020) ※Netflix配信